# اندیس کوه کته کاو
کوه کته کاو یک اندیس فلزی است که در حوالی شهر باغین استان کرمان قرار دارد و مادهٔ معدنی موجود در آن، مس است.سنگ میزبان این اندیس آذرآواری و گدازه است و دیرینگی آن به دوران پالئوژن می‌رسد. در این اندیس، پاراژنز‌های پیریت یافت می‌شوند.